# Gabriela Riveros Elizondo
Gabriela Riveros Elizondo (Monterrey, 3 de octubre de 1973) es una  escritora mexicana de poesía, cuento, ensayo, novela y literatura infantil y ha sido catedrática de Escritura Creativa del Tecnológico de Monterrey. Su obra ha obtenido cerca de veinte premios nacionales e internacionales, entre ellos, Premio Deutsche Welle de Alemania 1995, International Latino Book Award 2023 y la Presea del Estado de Nuevo León al Mérito Cívico. Su literatura es fundamental para visibilizar a las escritoras del norte de México. Está dentro del acervo de la Enciclopedia de la Literatura en México.

## Biografía
A los cinco años inició sus estudios de piano y en 1985 ingresó a la Escuela Superior de Música y Danza de Monterrey del INBA. Desde entonces combinó su formación literaria con la musical –el piano y el canto. Estudió la licenciatura en Letras Españolas en el Tecnológico de Monterrey y la Maestría en Humanidades en la Universidad de Monterrey. Realizó cursos en La Sorbona de París de lengua y cultura francesa, de literatura comparada y psicología en la Universidad de Harvard, así como de hermenéutica y teoría literaria en la Universidad Iberoamericana. Fue becaria del Centro de Escritores de Nuevo León en la categoría de cuento en 1994-1995, del FONECA en la categoría de ensayo en 2001, ganadora en la categoría de novela del Concurso Internacional para Residencia Artística convocado por la UNESCO - Instituto La Belle Auriole (Francia, 2002) y del EFCA 2018 y 2021.
Coordinó el programa de promoción cultural Impulsarte del Gobierno del Estado de Nuevo León en 1996 y en 1998, las actividades literarias del Museo de Historia Mexicana. Ha sido profesora de cátedra del Tecnológico de Monterrey de Escritura Creativa. Formó parte del Consejo Editorial de la sección cultural del periódico El Norte de Grupo Reforma, 1996. Desde 2011 organiza un Círculo Literario en el que participan medio centenar de lectores adultos, donde se combina el análisis literario de narrativa contemporánea y charlas con autores y académicos.
Autora de nueve libros de novela, cuento, poesía y literatura infantil. Sus cuentos, ensayos, poemas y cuentos infantiles se han publicado en antologías y revistas de España, Argentina, Colombia, Alemania y Estados Unidos.

## Destierros
Destierros (Lumen, 2019) Un secreto ancestral, la vida de dos mujeres que se entrecruzan, la historia de un país y sus guerras. Desde la oscuridad del desierto, una mujer rarámuri anuncia a Helena que su hija, desaparecida años atrás, regresará. Por otro lado, esa misma mañana Julia, absorta en una serie de destierros personales, sufre un accidente automovilístico sobre la carretera. Mientras su esposo recibe los restos de quien cree que es su mujer, Julia es escondida a la orilla de la carretera en un jacal. A partir de jirones de memoria, de un cuerpo que oscila entre la vida y la muerte, ella deambula inconsciente entre una serie de voces e historias que la conforman, de decisiones que distorsionaron el sentido de su vida.

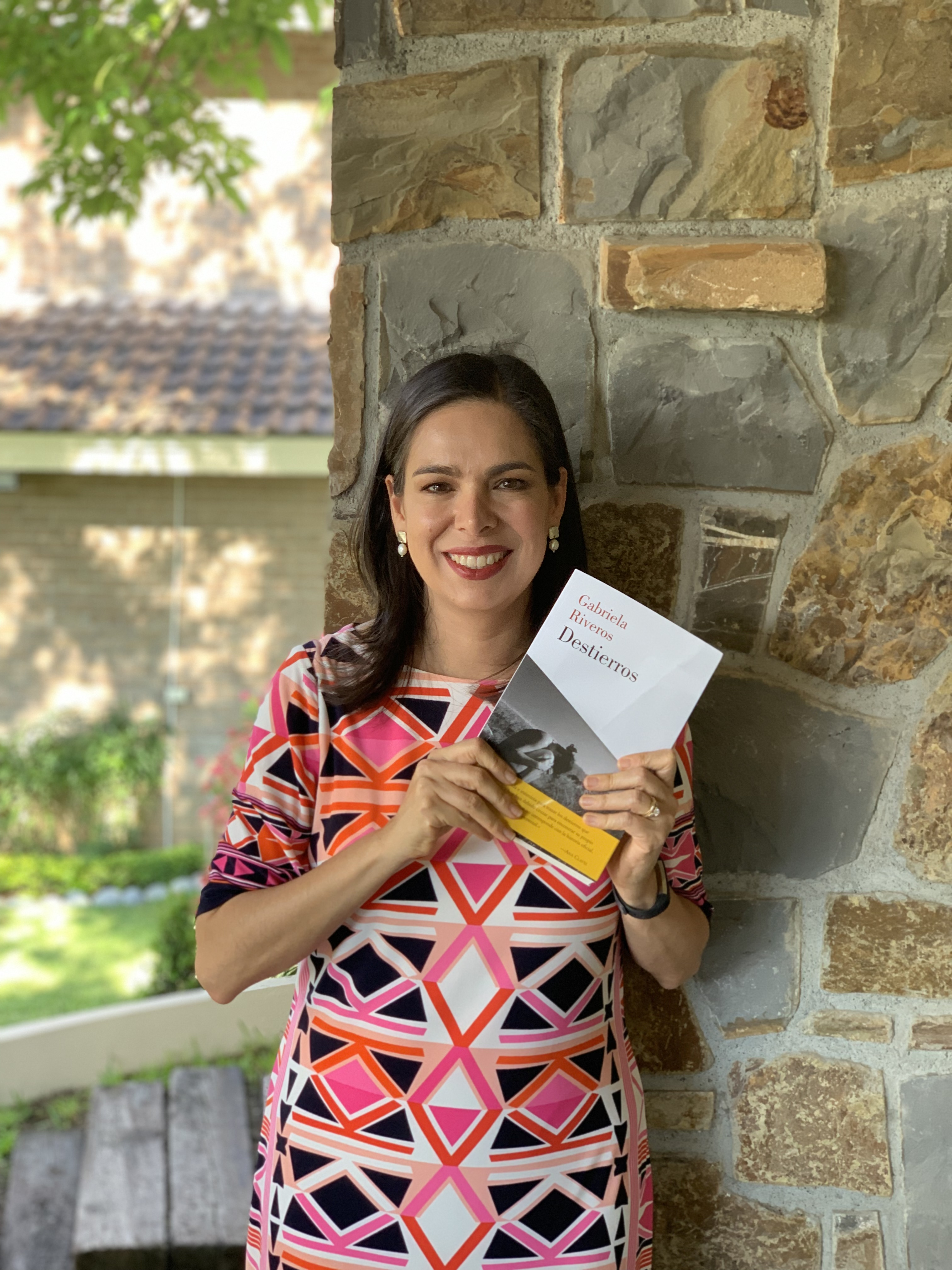

Por su parte, Helena encarna los destierros de la historia del siglo XX mexicano, sucesos que quedaron al margen de la historia oficial. A través del delirante recuento de sus relatos, cobran vida cuatro generaciones de mujeres, las otras revoluciones mexicanas, los migrantes, la violencia, el país de los desaparecidos, la impunidad y la demencia.

Heredera de las tonalidades de Mavis Gallant, Margarite Duras, Virginia Woolf, David Toscana, Cristina Rivera Garza y Elena Garro, las fabulaciones de Riveros navegan por mares de onduladas corrientes: el tiempo se bifurca, las estaciones convergen y se trenzan. Pasado, presente y futuro encallan en el puerto habitado por una memoria que se alimenta de voces exiliadas. Gabriela Riveros se debate entre la ejecución del piano, la narrativa y la poesía: su escritura se despliega en imágenes que más que referir anécdotas suscriben atajos delineados en atmósferas poéticas. Destierros transita por los espacios de la crónica, las pulsaciones de una prosa de ascensos/descensos musicales, índices, geografías y rostros que son el eje de episodios violentos en la convergencia de cuatro generaciones de mujeres mexicanas.
Carlos Olivares Baró

## Olvidarás el fuego
Olvidarás el fuego (Lumen, 2022) Olvidarás el fuego es la primera novela que narra la entrañable historia y tragedia de Luis de Carvajal, alias Joseph Lumbroso, y de la suerte que corrieron sus manuscritos y memorias hallados en 2016 en una casa de subastas en Nueva York, tras haber sido robados del Archivo General de la Nación. 
La historia silenciada a lo largo de cuatro siglos del éxodo sefardí de España y Portugal, y de los esfuerzos para sobrevivir a migraciones, epidemias, huracanes, guerras, intolerancia, torturas, intrigas políticas y traiciones es narrada de manera magistral por la pluma de Gabriela Riveros. 
La autora nos lleva a 1596, año en que un espectáculo atroz fue presenciado por miles de personas en la Alameda Central de la Ciudad de México: tras ser perseguido y torturado, el joven poeta, comerciante y líder religioso Luis de Carvajal, alias Joseph Lumbroso, fue quemado en la hoguera junto con su madre, dos de sus hermanas y cinco miembros de su comunidad, condenados por la Inquisición como herejes judaizantes.
A través de personajes de carne y hueso seremos testigos de su resistencia heroica y clandestina, de la lucha de hombres y mujeres, de familias enteras que dieron la vida por el derecho a la libertad de pensamiento y de credo religioso. De Europa a Nueva España, de África a Asia, sus protagonistas custodian un secreto ancestral asediados por un entorno político en donde la diversidad cultural no solo fue considerada pecado, sino delito de Estado. 

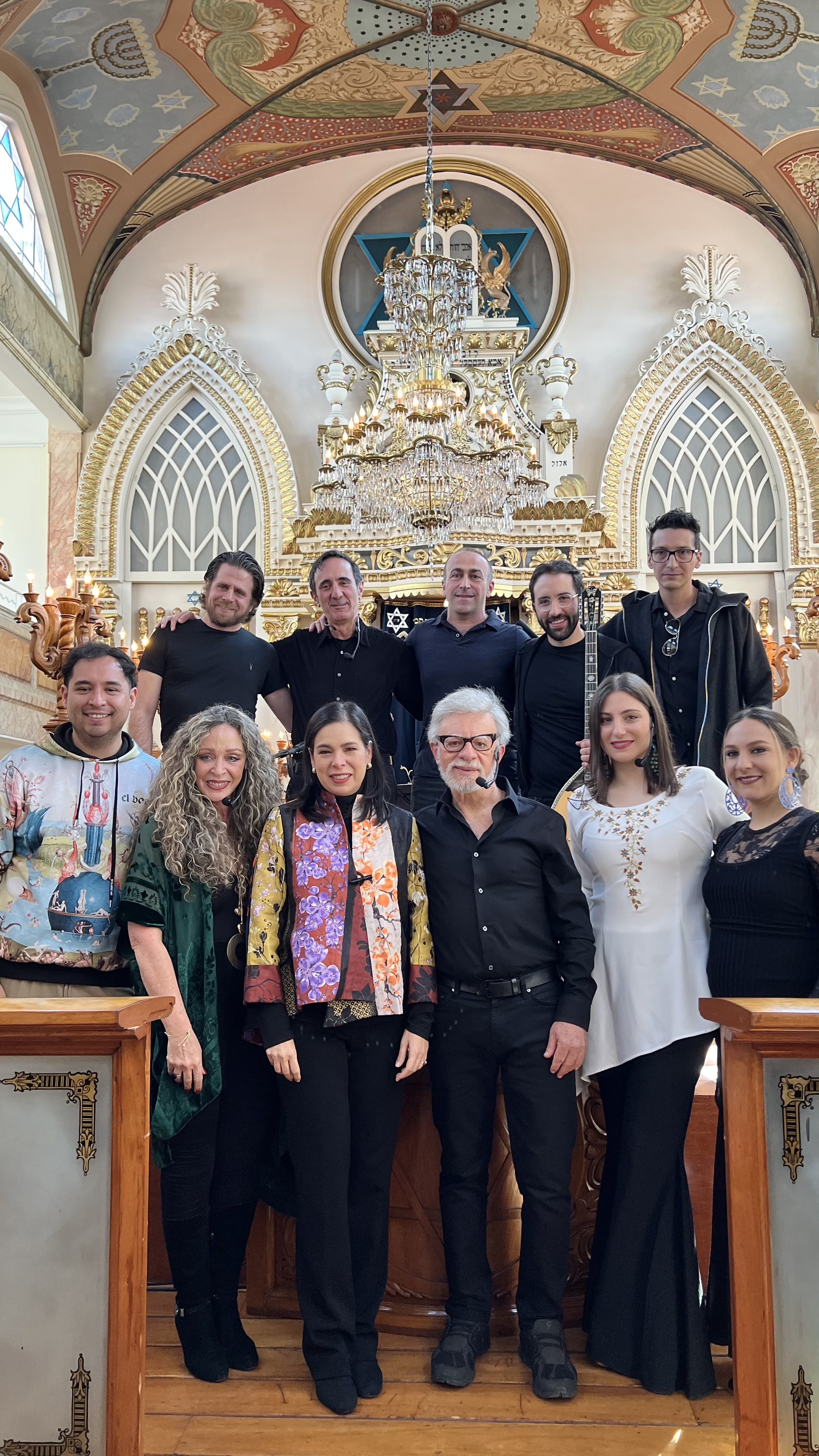
Lectura dramatizada con grupo Sefarad, 2023

Esta novela recupera la historia de una comunidad enraizada a lo largo de todo el continente, cuya cultura, conocimientos y rutas comerciales han sido fundamentales para la conformación del mundo contemporáneo. También nos remite a la posibilidad de encontrarnos a través de los siglos y acortar la distancia con los otros, gracias a las palabras capaces de paliar los silencios y el olvido.

Tal vez nadie conozca la historia de los judíos sefardíes obligados a la conversión en la Nueva España, como Gabriela Riveros. Armada con documentos de archivo y recorridos a pie, con entrevistas y, sobre todo, con preguntas que no cesan, Riveros compone una novela caleoidoscópica y envolvente, digna de las andanzas y del espíritu de resistencia de Luis Carvajal “el Mozo”, también conocido como “Joseph Lumbroso”, en el viejo y en el nuevo mundo. Erudita y amena, esta novela nos muestra que en el pasado, como en el presente, todo proceso de fundación esconde y avala los pasos de las familias migrantes que cruzan fronteras mientras huyen de la discriminación y la violencia
Cristina Rivera Garza

#### Adaptaciones
- Espectáculo Olvidarás el fuego con Grupo Sefarad: lectura dramatizada, música sefardí, flamenco y canto presentado en el H. Congreso de la Nación, Centro Cultural Sinagoga Histórica Justo Sierra y Centro Cultural Plaza Fátima.
- Obra de teatro Olvidarás el fuego adaptación y dirección de Hernán Galindo con 32 actores en escena y música en vivo.

## Obra
Novela
- Destierros, Lumen, Penguin Random House, México, 2019.[7][8]

- Olvidarás el fuego, Lumen, Penguin Random House, México, 2022.[9]

Poesía
- En la orilla de las cosas, Vaso Roto, España, 2019.[10]

Cuento
- Tiempos de arcilla, Editorial Clannad, México, 1994.
- Ciudad Mía, CONARTE, México, 1998.[11]
- Ciudad Mía, Universidad Externado de Colombia, Colombia, 1998.
- Ciudad Mía, UANL y Fondo Editorial Nuevo León, México, 2014.

Cuento infantil
- El encargo de Fernanda, Ediciones Castillo, México, 2000.[12]
- El encargo de Fernanda y Mi hermano Paco, Editorial Universitaria UANL, México, 2016.
- Mi hermano Paco, Ediciones Castillo, México, 2001.
- Don Florencio de Polvorín y su prodigiosa profesión, Progreso Editorial, México, 2009.[13]
- El secreto de los asteriscos, México, 2011.

Antologías
- Soledad y otros cuentos, México, 1994.
- Chili & Salz: Zehn Erzählungen und Hörspiele aus Mexiko, Daedalus Verlag, Alemania, 1996.
- Ciudad y Memoria, CONARTE, México, 1997.
- Cuentos de otro tiempo y otro lugar, Gutenberg Editores, México, 2001.
- La literatura y las artes: entrecruzamientos, CONARTE, México, 2002.
- Antología de Concurso de cuento 1970-2002 de la Universidad Externado de Colombia, Colombia, 2003.
- Revista de humanidades, Tecnológico de Monterrey, México, 2004.
- La estrategia invisible, SEP Nuevo León, México, 2005.
- Mujeres que alzan la voz, Fundación Avón, Argentina, 2009.[14]
- Rio Bravo: A journal of borderlands, University of Texas at Edinburg, USA, 2009.
- Desde el Cerro de la Silla, Anagrama-UANL, México, 2010.
- Luvina 71 TECNO, Universidad de Guadalajara, México, 2013.
- Norte: una antología, Editorial ERA-Fondo Editorial Nuevo León, México, 2015.
- No podrás dormir, Editorial Universitaria UANL, México, 2017.
- Monterrey 24, Editorial Universitaria UANL, México, 2019.
- Reflexiones para el siglo XXI: Tomo 5, Tecnológico de Monterrey, México, 2019.
- Palabritas, Universidad de Harvard, Estados Unidos, 2020.
- Y corrí, a través de calles desconocidas: antología del cuento Nuevo León Volumen I, Primer Cuadro Casa Editorial UMM, 2020.
- ¡Oh! Dejad que la palabra rompa el vaso, Vaso Roto Ediciones, México, 2021.[15]
- Alguien aquí que tiembla, Ediciones sin nombre, México, 2021.[16]

## Premios
- Premio de Creación Literaria del Tecnológico de Monterrey de cuento, 1992.
- Premio Nacional de Cuento de la Universidad de Monterrey, 1993.
- Premios de Creación Literaria del Tecnológico de Monterrey de ensayo y cuento, 1994.
- Becaria del Centro de Escritores de Nuevo León, generación 1994-1995.[17]
- Premio Literario de la Deutsche Welle Radio & TV International de Alemania 1995. Otorgado en la Feria del Libro de Frankfurt.[18]
- Presea Estado de Nuevo León 1995 al Mérito Cívico, categoría Juventud.[19]
- Premio Internacional de Cuento Universidad Externado de Colombia, 1996.[11]
- Ganadora en el Concurso de Edición de Libros CONARTE, 1996.
- Premio Nacional de Literatura Infantil y Juvenil "Castillo de la Lectura" 2000
- Becaria de la FONECA en la categoría de jóvenes creadores para el género de ensayo 2001.[20]
- Premio Nacional de Literatura Infantil y Juvenil "Castillo de la Lectura" 2001.
- Beca de residencia artística UNESCO de París y el Instituto La Belle Auriole 2002.
- Premio Nacional de Ensayo Magdalena Mondragón 2002.[21]
- Mención Honorífica en el Concurso Interamericano de Poesía, Fundación Avon, Argentina, 2005. [22]
- EFCA CONARTE en 2018 y 2020 para escribir la novela Olvidarás el fuego.
- Premio Antonio García Cubas INAH, Mención Honorífica Novela Histórica 2022. [23]
- Reconocimiento Sampetrinas Mujeres Líderes en Arte y Cultura 2023[24]
- Trofeo Regio 2023 UANL por Trayectoria Literaria.
- International Latino Book Awards 2023, Mención Honorífica en Ficción Histórica, USA.